# عبد الرحمن بن علي آل الشيخ مبارك
عبد الرحمن بن علي بن عبد الرحمن آل الشيخ مبارك (1909 - 24 يناير 2001) (1327 - 29 شوال 1421) فقيه وقاضي مالكي وشاعر سعودي من أهل القرن العشرين. ولد في الهفوف ونشأ بها في عائلة آل الشيخ مبارك البارزة. تعلم القراءة والكتابة في سن مبكرة، فدرس القرآن وعلومه على أعلام أسرته وعلماء الأحسائيين. قضى شطراً من حياته في السعودية والكويت والإمارات . عمل إمامًا في المساجد ومدرسًا في دولتي الإمارات والكويت، ثم عمل مساعدًا لقاضي الظهران عام 1949، ثم انتقل إلى محكمة الخبر 1954، وأحيل إلى التقاعد في 1959. جمع أشعاره ابنه رياض في ديوان ونشره. توفي في مسقط رأسه عن عمر يناهز 92 عامًا. 

## سيرته
هو عبد الرحمن  بن علي بن عبد الرحمن  بن عبد اللطيف بن مبارك آل الشيخ مبارك.  ولد  في الهفوف بالأحساء سنة 1327هـ/ 1909م و نشأ بها في عائلة آل الشيخ مبارك البارزة. تلقى على والده وبعض علماء أسرته، فدرس القرآن على عبد الله بن زيد، ودرس التفسير والحديث والفقه على عمه 
إبراهيم بن عبد اللطيف، كما درس مبادئ النحو والصرف على عبد العزيز بن صالح العلجي.

سافر إلى دبي في  1346هـ / 1928م بصحبة خاله عبد العزيز بن حمد الذي كان مدرساً بمدرسة الأحمدية في دبي. التحق عبد الرحمن بمدرسة الأحمدية ثم تولى الإمامة والخطابة بالجامع الكبير بأم سقيم غربي دبي. ثم أقام في جزيرة دلما التي كتب عنها وفيها عدد من قصائد ديوانه.

في عام 1369هـ / 1949م تم تعيينه قاضياً في الظهران ثم عيّن قاضياً في محكمة الخبر. وفي 1380هـ / 1960م ذهب في زيارة إلى الكويت فطلب منه ان يكون إماماً وخطيباً بجامع المرقاب، وأقام هناك قرابة عشر سنوات. وكان له علاقات ببعض الحكام والوجهاء الخليج خاصة زايد بن سلطان آل نهيان وراشد بن سعيد آل مكتوم. فقضى حياته متنقلاً بين عدة دول بالخليج العربي. أحيل إلى التقاعد عام 1959م. 
توفي في صباح اليوم 29 شوال 1421 في مسقط رأسه ودفن بها. 

## شعره
بدأ ابنه رياض جمع أشعاره من الفصحى والنبطي في ديوانًا قبل وفاة والده بسنتين والكثير من شعره كان مكتوباً بخط يده في كتيبات كان يحتفظ بها، مما سهل على الابن الوصول اليها. قد اعتمد رياض المبارك تقسيم الديوان إلى أربعة أقسام، الأول يتضمن قصائد الشاعر مع ملوك وأمراء العرب، والثاني يشتمل على قصائده التاريخية والاجتماعية، والثالث للمدائح والمراسلات والرابع للغزليات. واجتهد في أن يرتب القصائد في كل قسم حسب التسلسل التاريخي كلما أمكنه ذلك، كما أنه اختار عناوين للقصائد. 

صدرت من أكاديمية الشعر بأبوظبي ديوانه في سنة 2015. 
ذكرت في معجم البابطين عن شاعريته: